# Sarpi (Georgia)
Sarpi (en georgiano: სარფი; en laz: სარფი) es un pueblo de Georgia ubicado en el suroeste de la república autónoma de Ayaria, siendo parte del municipio de Jelvachauri, en la frontera con Turquía. Sarpi es uno de los pocos pueblos en Georgia habitados por lazes. 

## Geografía
Sarpi se encuentra en la costa del mar Negro, a unos 12 km al sur de Batumi y a unos 20 km al noreste de Hopa, Turquía. 

## Historia
El pueblo estaba dentro de las fronteras de sanyak de Lazistan durante el período otomano. En 1921, cuando se determinó la frontera entre Turquía y la Unión Soviética con base en el tratado de Kars, surgieron dos pueblos como resultado de la división de un solo pueblo por el río Tobashi. 
Durante la época soviética, Sarpi formaba parte de la zona fronteriza y para llegar hasta aquí se requería un permiso especial. Este régimen estuvo vigente hasta 1995 inclusive. El paso fronterizo entre Georgia y Turquía fue inaugurado en 1989, reconstruido según el proyecto del estudio de arquitectura Jürgen Mayer en 2011.
Desde la transferencia de sus incresos a la República Autónoma de Ayaria en 1991 hasta la crisis de Ayaria de 2004, las autoridades locales sólo transfirieron el 30% de los ingresos aduaneros al presupuesto nacional.

## Demografía
La evolución demográfica de Sarpi entre 1923 y 2014 fue la siguiente:
| 310                                             | 2874 | 3238 | 5104 | 858 | 826 |
| (Fuente: Population of Georgia in Soviet times) |      |      |      |     |     |

Según el censo de 2014, los georgianos constituían el 98,3% de la población local y los rusos, el 0,8%.

## Economía
Sarpi es el principal cruce fronterizo terrestre entre Turquía y Georgia, y un conducto importante para los viajes de negocios, especialmente para las empresas turcas que hacen negocios en Batumi. En la época soviética, en el pueblo operaba una granja colectiva que lleva el nombre de Ordzhonikidze, que cultivaba cítricos. 

## Infraestructura

### Educación
Hay una escuela pública en el pueblo.

### Transporte
En Sarpi hay un paso fronterizo a lo largo de la ruta europea E70, que conecta La Coruña (España) y Poti (Georgia). 

## Cultura

### Fiestas
Un antiguo festival laz llamado Koljoba se lleva a cabo aquí cada año a fines de agosto o principios de septiembre. El mito de los Argonautas se representa en el escenario durante el festival.

## Galería

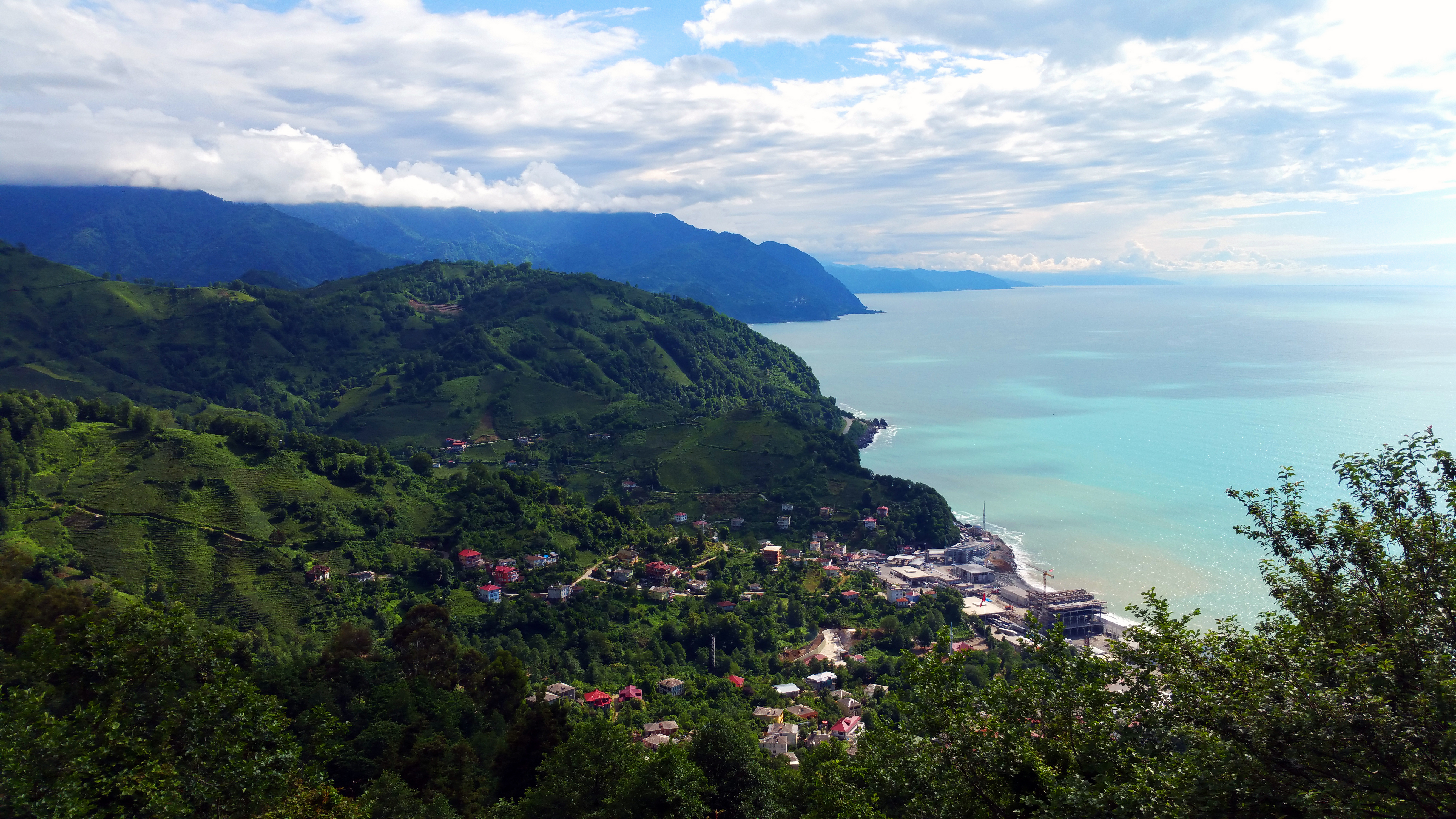
Vista de Sarpi y la costa
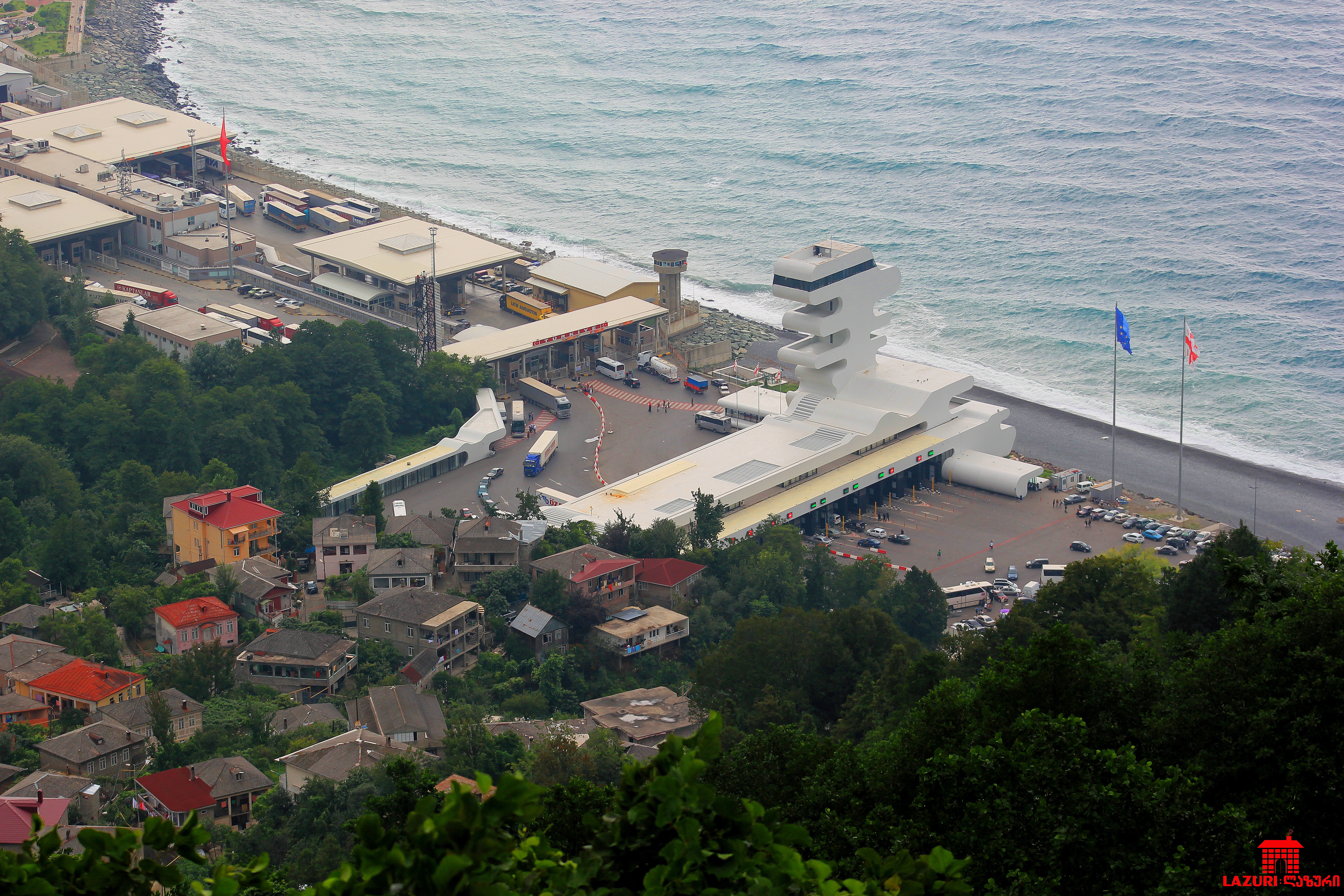
Frontera de Turquía y Georgia
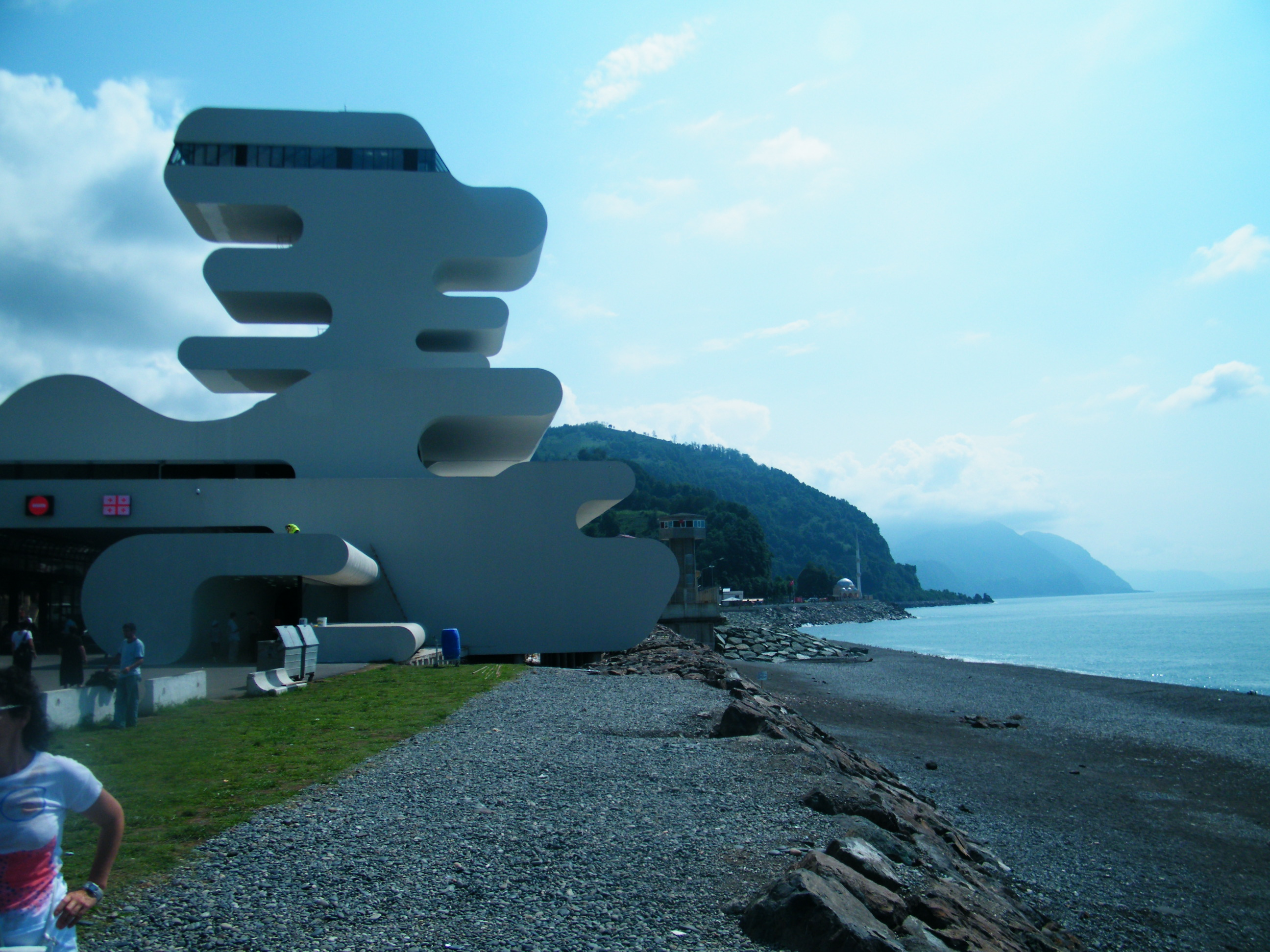
Monumento junto a la frontera
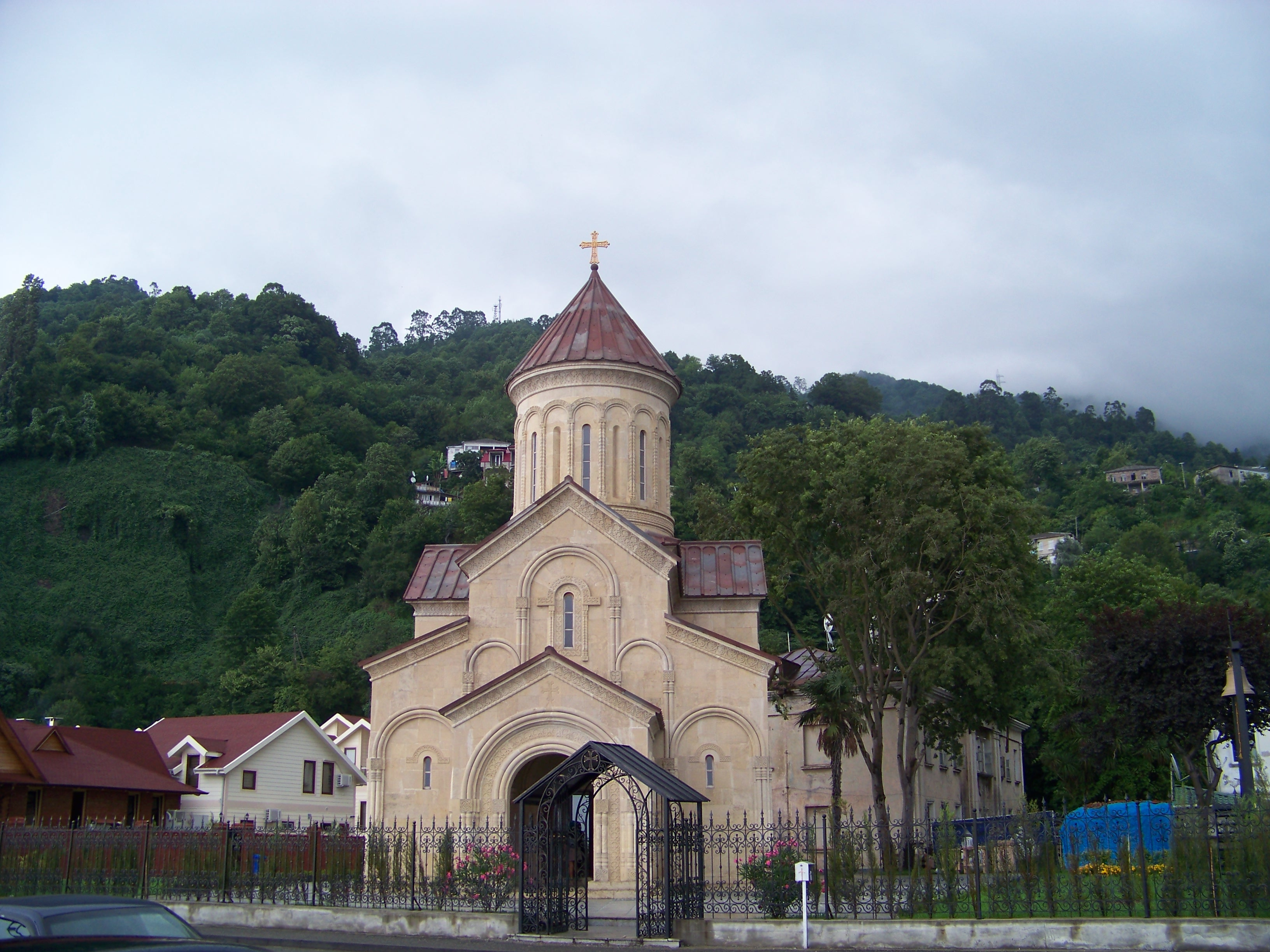
Iglesia de Sarpi